# Karl Möller (Politiker, 1919)
Karl Möller (* 25. März 1919 in Quakenbrück; † 13. März 1993 ebenda) war ein deutscher Politiker (CDU).

## Leben und Beruf
Möller wurde als Sohn eines Zimmermanns geboren. Nach dem Volksschulabschluss und dem Besuch des Artland-Gymnasiums in Quakenbrück absolvierte er eine Zimmermannslehre und bildete sich 1937/38 an einer Fachschule fort. Anschließend leistete er Wehrdienst und nahm von 1939 bis 1945 als Soldat am Zweiten Weltkrieg teil, wo er in norwegische Kriegsgefangenschaft geriet, aus der er 1946 entlassen wurde.
Nach dem Kriegsende setzte Möller seine Ausbildung an der Fachschule fort, bestand 1948 die Meisterprüfung als Zimmermann und übernahm 1950 die Leitung des seit 1813 bestehenden Familienbetriebes. Später wurde er Kreishandwerksmeister in Bersenbrück sowie Vorstandsmitglied der Vereinigung der Landesinnungsverbände von Niedersachsen. Seit 1970 war er Präsident des niedersächsischen Gesamtverbands des Handwerks. 1980 gründete er die Stiftung Innovationspreis des Niedersächsischen Handwerks.

## Partei
Möller schloss sich 1950 der CDU an, 1952 wurde er in den Quakenbrücker Stadtrat gewählt.

## Abgeordneter
Möller war Kreistagsmitglied des Kreises Bersenbrück. Er gehörte von 1955 bis 1978 als Abgeordneter dem Niedersächsischen Landtag an und war dort Mitglied des Ausschusses für Wirtschaft und Verkehr.

## Öffentliche Ämter
Möller war von 1953 bis 1954 stellvertretender Bürgermeister und amtierte von 1968 bis 1972 als Bürgermeister von Quakenbrück bzw. als Bürgermeister der Samtgemeinde Artland. Er wurde am 19. Mai 1965 als Nachfolger von Carlo Graaff zum Niedersächsischen Minister für Wirtschaft und Verkehr in die von Ministerpräsident Georg Diederichs geführte Regierung des Landes Niedersachsen berufen. Nach der Bildung einer SPD-Alleinregierung schied er am 8. Juli 1970 aus der Regierung aus und wurde als Wirtschaftsminister von Helmut Greulich abgelöst.

## Ehrungen
- Niedersächsischer Verdienstorden, 1972
- Großes Bundesverdienstkreuz, 1976
- Niedersächsische Landesmedaille, 1978
- Ehrenbürgerschaft der Stadt Quakenbrück, 1979 (Möller war der erste gebürtige Quakenbrücker, der mit dem Ehrenbürgerrecht seiner Heimatstadt ausgezeichnet wurde)
- Großes Bundesverdienstkreuz mit Stern, 1984
- Ehrenring des Deutschen Handwerks, 1986